# بليبي
بليبي (بالإنجليزية: Blippi) هي قناة أمريكية على يوتيوب تستهدف الأطفال الصغار والأطفال حتى سن الخامسة تقريبًا.